# Black Panthers de Thonon 2022
Questa voce raccoglie le informazioni riguardanti i Black Panthers de Thonon nelle competizioni ufficiali della stagione 2022.

## Division Élite 2022

### Stagione regolare
| 12 febbraio 2022, ore 19:00 1ª giornata | Flash de La Courneuve | 35 – 0 (0-0 14-0 7-0 14-0) referto referto 2 | Black Panthers de Thonon |  |

| 20 febbraio 2022, ore 14:00 2ª giornata | Cougars de Saint-Ouen-l'Aumône | 27 – 28 (7-9 14-9 0-10 6-0) referto referto 2 | Black Panthers de Thonon |  |

| 5 marzo 2022, ore 19:00 3ª giornata | Black Panthers de Thonon | 53 – 0 (27-0 14-0 10-0 2-0) referto referto 2 | Vikings de Villeneuve-d'Ascq |  |

| 19 marzo 2022, ore 19:00 4ª giornata | Spartiates d'Amiens | 21 – 42 (7-14 0-14 7-7 7-7) referto referto 2 | Black Panthers de Thonon |  |

| 26 marzo 2022, ore 19:00 5ª giornata | Black Panthers de Thonon | 21 – 6 (14-6 0-0 7-0 0-0) referto referto 2 | Molosses d'Asnières |  |

| 9 aprile 2022, ore 19:00 6ª giornata | Black Panthers de Thonon | 35 – 14 (7-7 21-0 7-0 0-7) referto referto 2 | Cougars de Saint-Ouen-l'Aumône |  |

| 23 aprile 2022, ore 20:00 7ª giornata | Molosses d'Asnières | 15 – 34 (0-6 7-14 0-14 8-0) referto referto 2 | Black Panthers de Thonon |  |

| 7 maggio 2022, ore 19:00 8ª giornata | Black Panthers de Thonon | 42 – 0 (14-0 21-0 7-0 0-0) referto referto 2 | Spartiates d'Amiens |  |

| 22 maggio 2022, ore 14:00 9ª giornata | Vikings de Villeneuve-d'Ascq | 7 – 34 (7-6 0-14 0-7 0-7) referto | Black Panthers de Thonon |  |

| 11 giugno 2022, ore 19:00 Recupero 10ª giornata | Black Panthers de Thonon | 38 – 21 (7-0 14-7 14-14 3-0) referto referto 2 | Flash de La Courneuve |  |

### Playoff
| 18 giugno 2022, ore 19:00 Wild Card | Black Panthers de Thonon | 41 – 0 (13-0 14-0 7-0 7-0) referto 2 | Ours de Toulouse |  |

| 25 giugno 2022, ore 19:00 Semifinale | Blue Stars de Marseille | 27 – 28 | Black Panthers de Thonon |  |

| Thonon-les-Bains 9 luglio 2022, ore 18:00 Casque de Diamant | Flash de La Courneuve | 16 – 10 | Black Panthers de Thonon | Stadio Joseph Moynat (3000 spett.) |

## Statistiche di squadra
| Competizione      | %Vittorie | In casa | In casa | In casa | In casa | In casa | In casa | In trasferta | In trasferta | In trasferta | In trasferta | In trasferta | In trasferta | Totale | Totale | Totale | Totale | Totale | Totale |
| Competizione      | %Vittorie | G       | V       | N       | P       | Pf      | Ps      | G            | V            | N            | P            | Pf           | Ps           | G      | V      | N      | P      | Pf     | Ps     |
| ----------------- | --------- | ------- | ------- | ------- | ------- | ------- | ------- | ------------ | ------------ | ------------ | ------------ | ------------ | ------------ | ------ | ------ | ------ | ------ | ------ | ------ |
| Stagione regolare | .900      | 5       | 5       | 0       | 0       | 189     | 41      | 5            | 4            | 0            | 1            | 138          | 105          | 10     | 9      | 0      | 1      | 327    | 146    |
| Playoff           | .667      | 1       | 1       | 0       | 0       | 41      | 0       | 2            | 1            | 0            | 1            | 38           | 43           | 3      | 2      | 0      | 1      | 79     | 43     |
| Totale            | .846      | 6       | 6       | 0       | 0       | 230     | 41      | 7            | 5            | 0            | 2            | 176          | 148          | 13     | 11     | 0      | 2      | 406    | 189    |

## Statistiche personali

### Passer rating
La classifica tiene in considerazione soltanto i quarterback con almeno 10 lanci effettuati.
| Giocatore  | G | Att | Comp | Int | Yds  | TD | NFL    | NCAA   |
| ---------- | - | --- | ---- | --- | ---- | -- | ------ | ------ |
| Hunchak    | 9 | 183 | 109  | 0   | 1524 | 24 | 126,00 | 172,80 |
| Haji Fowsi | 3 | 15  | 5    | 0   | 55   | 0  | 45,14  | 64,13  |
| Szakács    | 1 | 1   | 0    | 0   | 0    | 0  |        |        |